# Безуглый, Сергей Александрович
Серге́й Алекса́ндрович Безу́глый (7 октября 1984, Николаев) — украинский и азербайджанский гребец-каноист, в период 2005—2008 выступал за сборную Украины, начиная с 2009 года представляет Азербайджан. Участник двух летних Олимпийских игр, чемпион Европы, призёр чемпионатов мира, многократный победитель национальных первенств и различных этапов Кубка мира. Мастер спорта международного класса.

## Биография
Сергей Безуглый родился 7 октября 1984 года в городе Николаев. Активно заниматься греблей начал в раннем детстве, проходил подготовку в местной спортивной команде «Динамо» под руководством тренера Вячеслава Николаева. Первого серьёзного успеха добился в 2005 году, когда впервые вошёл в основной состав национальной сборной Украины, дебютировал на Кубке мира, на чемпионате Европы в Познани и на чемпионате мира в Загребе — во всех случаях уверенно дошёл до финала. Год спустя выиграл первые взрослые международные медали, с каноэ-двойкой на дистанции 1000 метров занял третье место на этапе мирового кубка и в той же дисциплине добыл бронзу на мировом первенстве в Сегеде. Ещё через год продолжил показывать хорошие результаты, дважды попал в число призёров Кубка мира в полукилометровых гонках двухместных каноэ, побывал на первенстве мира в Дуйсбурге.
В 2008 году добыл серебро на европейском первенстве в Милане, был вторым с двойкой на тысяче метров. Благодаря череде удачных выступлений удостоился права защищать честь страны на летних Олимпийских играх в Пекине, в паре со своим давним партнёром Максимом Прокопенко сумел пробиться в финал заплывов на 500 метров, однако в решающей гонке финишировал лишь восьмым.
После пекинской Олимпиады Безуглый вместе с несколькими партнёрами по команде принял азербайджанское гражданство и стал выступать за сборную Азербайджана. В 2009 году среди двоек выиграл бронзовую и серебряную медали на чемпионате мира в канадском Дартмуте, на полукилометровой и километровой дистанциях соответственно, тогда как на первенстве Европы в немецком Бранденбурге взял бронзу в дисциплине С-2 500 м. В следующем сезоне заслужил звание чемпиона Европы, победив на соревнованиях в испанской Тразоне, с двойкой на дистанции 1000 метров, кроме того, стал здесь серебряным призёром на 500 метров. Ещё одну серебряную медаль привёз с чемпионата мира в Познани, тоже 500 метров. На чемпионате мира 2011 года в Сегеде поднимался на пьедестал почёта трижды, с двойкой выиграл серебряные медали в километровой и полукилометровой гонках, а третью серебряную награду получил за участие в эстафете одиночек. Также в этом сезоне добавил в послужной список серебро с чемпионата Европы в Белграде, выигранное в парной полукилометровой дисциплине.
В 2012 году Безуглый и Прокопенко прошли отбор на Олимпийские игры в Лондон, представляли страну в парной километровой программе. Они уверенно вышли в финал, в решающей гонке на протяжении большей части дистанции держались на первом месте впереди всех своих соперников, однако за 250 метров до финиша заметно сбавили в скорости и в итоге оказались на четвёртой позиции. «Для меня это очень сложная тема. В мировой практике редко случалось, когда бы дуэт лидировал на протяжении почти всей дистанции, но в заключительном отрезке не только не смог сохранить лидерство, но и оказался за чертой призёров. Тем не менее это спорт и в спорте большую роль играет удача. В следующий раз удача обязательно будет на нашей стороне».
Вернувшись с лондонской Олимпиады, Сергей Безуглый остался в основном составе азербайджанской национальной команды и продолжил ездить на крупнейшие международные турниры, хотя уже с новым партнёром — вместо Прокопенко к нему каноэ сел молодой Алексей Купин. В 2013 году новым составом они выступили на чемпионате мира в Дуйсбурге, заняли пятое место километровой гонке и дошли до утешительного финала «Б» в гонке на двести метров. Сезон 2014 года начали с участия в зачёте Кубка мира.
Вместе с женой Ириной Сергей проживает в родном Николаеве. Имеет высшее образование, окончил Николаевский национальный университет имени В. А. Сухомлинского, где обучался на факультете физического воспитания и спорта.